# Missão de Pesquisas Folclóricas

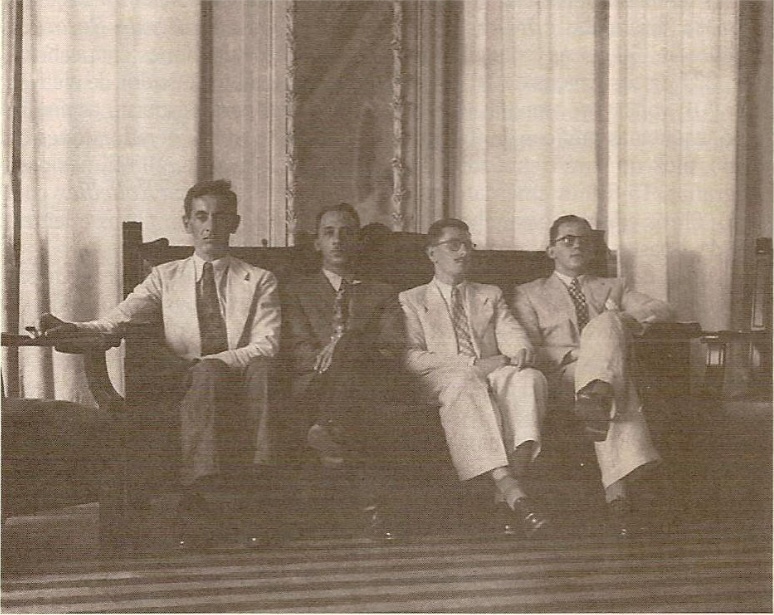
Membros da Missão de Pesquisas Folclóricas

A Missão de Pesquisas Folclóricas foi uma expedição científica organizada pelo Departamento de Cultura de São Paulo e realizada entre fevereiro e julho de 1938. Foi em larga medida idealizada por Mário de Andrade, diretor-fundador do Departamento.
A expedição abrangeu seis estados brasileiros (Pernambuco, Paraíba, Ceará, Piauí, Maranhão e Pará), tendo coletado gravações de  música, registros em vídeo de danças e cerimônias, fotografias, bem como produzido textos descritivos de diversas formas de folclore.
Foram integrantes da Missão o engenheiro e arquiteto Luiz Saia, o maestro Martin Braunwieser, o técnico Benedito Pacheco e o auxiliar geral e assistente técnico Antônio Ladeira.